# فلافيا جوليا قنسطنطينا
فلافيا جوليا قنسطنطينا هي امبراطورة رومانية قرينة، هي ابنة الإمبراطور قسطنطين كلوروس والأخت الغير الشقيقة للإمبراطور قسطنطين العظيم، تزوجت فيما بعد من حليف شقيقها الإمبراطور ليسينيوس في سنة 313 بعد اقرار مرسوم ميلانو، في سنة 315 أنجبت ابنها ليسينوس الثاني الذي نال درجة القيصر. في سنة 324 تنازع كل من شقيقها وزوجها وبعد هزيمة زوجها توسلت لقسطنطين لاجل الإبقاء على حياته، لكن قسطنطين قام بقتله في السنة التالية وثم قام بقتل ابنها أيضا في سنة 326. عاشت قنسطنطينا فيما بعد في بلاط أخيها. اعتنقت المسيحية قبل أخيها وفضلت المذهب الأريوسي. تم تسمية مدينة كونستانتسا في رومانيا نسبة اليها، توفيت في حوالي سنة 330.